# بخش اشکلون
بخش اشکلون (به عبری: נפת אשקלון)(به عربی: قضاء عسقلان) یکی از بخش‌های اسرائیل است که در ناحیه جنوبی این کشور و استان جنوب واقع است. مرکز این بخش، شهر اشکلون، و بزرگترین شهر آن، شهر اشدود است.